# Orkestratie (informatica)
Orkestratie, specifiek in de informatica, is de geautomatiseerde configuratie, coördinatie en het beheer van computersystemen en software.
Om orkestratie uit te kunnen voeren bestaan diverse toepassingen en hulpmiddelen (tools). Enkele voorbeelden hiervan zijn Ansible, Puppet, Salt, Terraform en AWS CloudFormation.
Orkestratie wordt vaak genoemd in de zin van service-oriëntatie, virtualisatie, provisioning, convergerende infrastructuur en dynamische datacenters. In deze context gaat orkestratie over het afstemmen van de zakelijke vraag op de toepassingen, gegevens en infrastructuur. In de context van cloudcomputing omvat orkestratie een workflow met gerichte acties voor grotere doelstellingen.